# La Légende de sainte Ursule
 (novembre 2023).
La mise en forme du texte ne suit pas les recommandations de Wikipédia : il faut le « wikifier ».
Les points d'amélioration suivants sont les cas les plus fréquents. Le détail des points à revoir est peut-être précisé sur la page de discussion.
- Les titres sont pré-formatés par le logiciel. Ils ne sont ni en capitales, ni en gras.
- Le texte ne doit pas être écrit en capitales (les noms de famille non plus), ni en gras, ni en italique, ni en « petit »…
- Le gras n'est utilisé que pour surligner le titre de l'article dans l'introduction, une seule fois.
- L'italique est rarement utilisé : mots en langue étrangère, titres d'œuvres, noms de bateaux, etc.
- Les citations ne sont pas en italique mais en corps de texte normal. Elles sont entourées par des guillemets français : « et ».
- Les listes à puces sont à éviter, des paragraphes rédigés étant largement préférés. Les tableaux sont à réserver à la présentation de données structurées (résultats, etc.).
- Les appels de note de bas de page (petits chiffres en exposant, introduits par l'outil «  Source ») sont à placer entre la fin de phrase et le point final[comme ça].
- Les liens internes (vers d'autres articles de Wikipédia) sont à choisir avec parcimonie. Créez des liens vers des articles approfondissant le sujet. Les termes génériques sans rapport avec le sujet sont à éviter, ainsi que les répétitions de liens vers un même terme.
- Les liens externes sont à placer uniquement dans une section « Liens externes », à la fin de l'article. Ces liens sont à choisir avec parcimonie suivant les règles définies. Si un lien sert de source à l'article, son insertion dans le texte est à faire par les notes de bas de page.
- La présentation des références doit suivre les conventions bibliographiques. Il est recommandé d'utiliser les modèles {{Ouvrage}}, {{Chapitre}}, {{Article}}, {{Lien web}} et/ou {{Bibliographie}}. Le mode d'édition visuel peut mettre en forme automatiquement les références.
- Insérer une infobox (cadre d'informations à droite) n'est pas obligatoire pour parachever la mise en page.

Pour une aide détaillée, merci de consulter Aide:Wikification.
Si vous pensez que ces points ont été résolus, vous pouvez retirer ce bandeau et améliorer la mise en forme d'un autre article.
La Légende de sainte Ursule est un cycle de neuf peintures exécuté par Vittore Carpaccio entre 1490 et 1495 pour la Scuola di Sant'Orsola de Venise. Depuis 1812 il se trouve aux Galeries de l'Académie de Venise.
La principale source sur laquelle s'appuie Carpaccio est une Passio selon laquelle la chrétienne Ursule de Cologne, fille du roi de Bretagne, accepta d'épouser un jeune prince anglais païen, à la condition qu'il se convertît et partît avec elle en pèlerinage à travers l'Europe. Les deux furent unis par le mariage à Rome célébré par le pape Cyriaque, qui les suivit avec quelques prélats lors du voyage de retour, au cours duquel ils débarquèrent à Cologne occupée par les Huns de Attila. Les barbares tuent Ursule, son époux, le Pape et les 11 000 vierges qui avaient accompagné la princesse. 
Les épisodes décrits par l'artiste sont : l'arrivée des ambassadeurs du prince païen d'Angleterre à la cour du roi chrétien de Bretagne pour demander la main de sa fille Ursule ; les conditions dictées par Ursule pour accepter le mariage ; le retour des ambassadeurs en Angleterre ; les adieux et le départ pour le pèlerinage voulu par Ursule; la rencontre avec le pape Cyriaque à Rome et le mariage ; le rêve dans lequel Ursule reçoit l'annonce du martyre prochain ; le retour à Cologne occupée par les Huns ; le massacre des pèlerins et les funérailles de la princesse ; l'apothéose de la sainte, sur la multitude des martyrs. 
Sont donc choisis les moments les plus dynamiques du texte hagiographique, que Carpaccio reproduit dans des scènes foisonnantes de personnages à la seule exception de la sixième toile, celle de l'ange qui apparaît en rêve à la princesse. En détail : L'Arrivée des ambassadeurs anglais à la cour du roi de Bretagne, vers 1495, huile sur toile, 275×589 cm ; Les Adieux des ambassadeurs, vers 1495, huile sur toile, 280x253 cm ; Le Retour des ambassadeurs à la cour d'Angleterre, vers 1495, huile sur toile, 297x527 cm ; La Rencontre des fiancés et le départ des pèlerins, 1495, tempera sur toile, 280x611 cm ; La Rencontre des pèlerins avec le pape Cyriaque, 1491-1493, tempera sur toile, 281x307 cm ; Le Rêve de sainte Ursule, 1495, tempera sur toile, 274x267 cm ; L'Arrivée des pèlerins à Cologne, 1490, tempera sur toile, 280x255 cm ; Le Martyre des pèlerins et les funérailles de sainte Ursule, 1493, tempera sur toile, 271x561 cm ; L'Apothéose de sainte Ursule et ses compagnes, 1491, tempera sur toile, 481x336 cm.
La Passio, qui reprend des événements réels, contient des éléments narratifs peu plausibles: tout d'abord, il n'a jamais existé de pape nommé Cyriaque, bien qu'il soit possible que ce soit Siricius, qui n'est pas mort martyr. Le mari de la sainte, identifiable à Conan Meriadoc - souverain britannique converti au christianisme par amour - après la célébration de leur mariage et la naissance d'un fils (l'enfant est absent dans tous les textes hagiographiques, puisque la sainte y meurt vierge) retourna avec le nouveau-né dans son royaume, sans donc connaître une fin violente. Le nombre exact des compagnes vierges de la princesse n'est pas connu. Il était certainement bien inférieur à onze mille (le malentendu provient soit d'une erreur de transcription d'une mention indiquant le "martyre d'Ursule et de ses compagnes ad undecim milia", soit d'un endroit situé à onze milles de la ville de Cologne). Quant au roi Hun, il est impossible que ce fut Attila, étant donné qu'il est né en 395, l'année même de la mort de Conan. Le massacre des vierges n'aurait apparemment pas eu lieu uniquement à Cologne : certaines femmes auraient été tuées auparavant lors de leurs déplacements d'un royaume à l'autre, à l'époque où Conan travaillait à peupler son territoire en accord avec Dionotus, le père d'Ursule, qui lui avait envoyé un total de 72 000 vierges.
En comparant les premières œuvres aux dernières, la maturation artistique rapide de Carpaccio est surprenante, car il a surmonté rapidement tous les obstacles de la jeunesse pour arriver, avec un instinct figuratif sûr, à des objectifs poétiques qui pourraient rivaliser avec Giovanni Bellini. En fait, dans les premiers tableaux, il y a des incertitudes dans la composition en perspective et dans l'orchestration de la scène, où manque un centre narratif focal. Dans les œuvres ultérieures les compositions sont disposées avec assurance dans de grands panoramas, avec de profonds raccourcis et des carrés en perspective. Les protagonistes, dénués de fortes significations sentimentales même dans les scènes les plus dramatiques, sont comme suspendus dans un rythme lent et magique, comme sur la scène d'un théâtre imaginaire. La lumière et la couleur relient les éléments les plus disparates, du plus éloigné au plus proche au premier plan, permettant au peintre de se concentrer sur des détails minutieux, qui enquêtent sur des détails de l'architecture, des costumes, des cérémonies officielles, ainsi que de la vie quotidienne, souvent représentés avec beaucoup d'attention. S'y trouve de nombreux portraits de personnages réels, notamment des membres de la famille Loredan, les principaux financiers du cycle. Le matériau pictural est extrêmement précieux et concret, avec des notes indéniablement locales, dans les vues qui rappellent Venise.